# Yuki Ishii
Yuki Ishii (8 de maio de 1991) é uma voleibolista profissional japonesa. 

## Carreira
Yuki Ishii representou a Seleção Japonesa de Voleibol Feminino nos Jogos Olímpicos de Verão no Rio de Janeiro, que foi quinta colocada.